# Rhinobatos annulatus
Rhinobatos annulatus е вид акула от семейство Rhinobatidae. Видът не е застрашен от изчезване.

## Разпространение и местообитание
Разпространен е в Ангола, Намибия и Южна Африка (Западен Кейп, Източен Кейп, Квазулу-Натал и Северен Кейп).
Обитава крайбрежията и пясъчните дъна на полусолени водоеми, океани, морета и заливи. Среща се на дълбочина от 23 до 163 m, при температура на водата от 10,4 до 20,5 °C и соленост 34,9 – 35,4 ‰.

## Описание
На дължина достигат до 1,4 m.